# Hua Guofeng
Hua Guofeng, egentligt namn Su Zhu, född 16 februari 1921 i Jiaocheng i Shanxi, död 20 augusti 2008 i Peking, var en kinesisk kommunistisk politiker och Kinas ledare åren 1976–1978.
Hua gick med i Kinas kommunistiska parti 1938. Han tjänstgjorde länge i Zhu Des kansli under det andra kinesisk-japanska kriget, då han tog namnet "Hua Guofeng". Efter kommunistpartiets maktövertagande spelade Hua en relativt undanskymd roll och det var först när han var partisekreterare i Mao Zedongs hemtrakter i Xiangtan under det Stora språnget som han fick partiledarens uppmärksamhet på grund av sin lojalitet mot Maos politiska linje.
I det politiska kaos som uppstod som en följd av Kulturrevolutionen hade flera tänkbara efterträdare till Mao Zedong rensats ut och 1976 utsåg Mao Hua Guofeng till sin tänkbare efterträdare. Efter Zhou Enlais död den 8 januari samma år blev han utnämnd till tillförordnad premiärminister. Efter Maos död den 9 september utsågs han till samtliga toppbefattningar inom stat och parti, nämligen partiordförande, premiärminister och ordförande i Centrala militärkommissionen.
Den 6 oktober 1976 lät Hua gripa De fyras gäng, vilket brukar markera slutet på kulturrevolutionen. Hua vågade dock inte göra några avsteg från Maos politik och blev känd för att förespråka en politik som blev känd som "de två alla": "Vi kommer beslutsamt att slå vakt om alla politiska beslut som ordförande Mao fattat; vi kommer orubbligt att rätta oss efter alla instruktioner som ordförande Mao givit." Denna politik slogs fast i en ledare i Folkets Dagblad som publicerades den 7 februari 1977 och grusade mångas förhoppningar om en kursändring efter Maos död.
Vid den elfte centralkommitténs tredje plenarsammanträde den 18-22 december 1978 förlorade Hua den reella makten till den mer pragmatiske reformpolitikern Deng Xiaoping, även om han behöll flera av sina formella poster ytterligare ett par år. Han avgick som ordförande i militärkommissionen och generalsekreterare i kommunistpartiet 1981 och lämnade politbyråns ständiga utskott följande år. Han satt dock kvar i centralkommittén och avgick först 2002.
- Wikimedia Commons har media som rör Hua Guofeng.